# CIGB-66
« Abdala » redirige ici. Pour les autres significations, voir Abdala (homonymie).
Le CIGB-66, connu sous le nom Abdala, est un candidat vaccin contre la COVID-19 développé par le Centre cubain pour l'ingénierie génétique et la biotechnologie (es) (CIGB) à Cuba,.
Ce candidat vaccin, nommé d'après le drame patriotique en vers éponyme écrit par le héros de l'indépendance José Martí, est un vaccin à sous-unité protéique contenant des protéines dérivées de la COVID qui déclenchent une réponse immunitaire.
Cependant, aucun résultat complet d'essais cliniques n'a été publié pour l'instant.
Ce candidat fait suite à un précédent nommé CIGB-669 (MAMBISA).
Le vaccin est l'un des deux essais cubains de vaccins contre la Covid-19 en phase III,,.

## Recherche clinique

### Phase I/II
Les essais de phase I et II du CIGB-66 ont débuté en juillet 2020.

### Phase III
L'essai de phase III compare 3 doses du vaccin administrées à 0, 14 et 28 jours par rapport à un placebo, le critère principal mesurant la proportion de cas signalés pour chaque groupe 14 jours après la troisième dose.
L'essai a été enregistré le 18 mars 2021. La première dose fut administrée le 22 mars 2021. Aux environs du 4 avril, les 48 000 participants avaient reçu leur première dose,, puis les secondes doses ont commencé à être administrées à partir du 5 avril 2021,.
Les troisièmes doses ont commencé à être administrées à partir du 19 avril 2021,,.
Au 1er mai 2021, 97 % des participants initiaux avaient reçu leurs 3 doses, les autres 3% ayant été perdus au cours du processus.

### Étude d'intervention
124 000 personnes, âgées de 19 à 80 ans, ont reçu 3 doses du vaccin dans le cadre d'une étude d'intervention, avec comme critère principal la mesure de la proportion de cas et de morts pour les vaccinés par rapport à la population non vaccinée.
Une étude d'intervention plus large, se basant sur un total de 441 561 doses administrées, a débuté en mars 2021.

## Efficacité
Le 22 juin 2021, des sources officielles du gouvernement cubain ont annoncé que les résultats d'une étude initiale du Centre Cubain pour l'Ingénierie Génétique et la Biotechnologie a montré que le vaccin, administré en 3 doses espacées de 2 semaines, avait un taux d'efficacité de 92,28% en prévention de la COVID-19. Cette mesure d'efficacité inclut l'infection par la souche initiale du SARS-CoV-2, de même que par les souches mutantes Alpha, Bêta et Gamma.

## Production en dehors de Cuba
Le Vénézuéla a déclaré qu'il produirait le vaccin. Cependant, en date du 2 mai 2021, cette affirmation ne s'était pas encore concrétisée.
L'entreprise d'état EspromedBIO produira le vaccin, mais des « ajustements » sont nécessaires pour démarrer la production.
En avril 2021, Nicolás Maduro a annoncé que la capacité de 2 millions de doses par mois était escomptée vers « août, septembre, environ ».
En juin 2021, le Ministère Vietnamien de la Santé a annoncé que des négociations étaient en cours entre Cuba et le Vietnam pour la production du vaccin Abdala. L'Institut des Vaccins et des Produits Biologiques Médicaux (IVAC) a été désigné comme le point focal pour recevoir le transfert de technologie.